# GZ Leonis
GZ Leonis (GZ Leo / HD 95559 / HIP 53923) es una estrella en la constelación de Leo. Su magnitud aparente es +8,83 y se encuentra a 177 años luz del sistema solar.
Es miembro del supercúmulo de las Híades.
GZ Leonis es una estrella binaria cercana en donde las dos componentes, ambas enanas naranjas de tipo espectral K0V, están muy próximas entre sí.
Son estrellas prácticamente idénticas, con una temperatura superficial de 5250 K y una masa aproximada de 0,8 masas solares.
Su radio es ~ 80% del radio solar y, debido a la fuerte atracción gravitatoria, ambas estrellas rotan rápidamente con una velocidad de rotación proyectada de 26 km/s, más de 10 veces más deprisa que el Sol; además, presentan rotación síncrona, es decir, muestran siempre el mismo hemisferio la una a la otra.
El período orbital de esta binaria es de sólo 36,67 horas y la órbita es prácticamente circular (ε = 0,0073).
El sistema muestra intensa actividad cromosférica y está catalogado como variable RS Canum Venaticorum. Su brillo fluctúa entre magnitud +8,83 y +8,95 en un período prácticamente igual al período orbital (36,64 horas).
En estas variables los cambios de brillo suelen ser debidos a manchas estelares análogas a las del Sol pero de dimensiones mucho mayores; TZ Trianguli es un brillante ejemplo de esta clase de estrellas.